# Siyar Bahadurzada
Siyar Bahadurzada, född 17 april 1984 i Kabul, är en afghansk MMA-utövare som sedan 2012 tävlar i organisationen Ultimate Fighting Championship.